# غورباباعلي (مقاطعة ديواندرة)
غورباباعلي (بالفارسية: گورباباعلی) هي قرية تقع في قسم اوباتو (مقاطعة ديواندرة) في إيران. يقدر عدد سكانها بـ 418 نسمة بحسب إحصاء 2016.